# Martin Sauer
Martin Sauer, född den 17 december 1982 i Wriezen i Tyskland, är en tysk roddare.
Han tog OS-guld i åtta med styrman i samband med de olympiska roddtävlingarna 2012 i London.
Vid de olympiska roddtävlingarna 2016 i Rio de Janeiro tog han silver i åtta med styrman. Vid olympiska sommarspelen 2020 i Tokyo tog Sauer återigen silver i åtta med styrman.